# 2006 BR284
2006 BR284, também escrito como 2006 BR284, é um objeto transnetuniano (TNO) que está localizado no cinturão de Kuiper, uma região do Sistema Solar. Este corpo celeste é classificado como um cubewano. Ele  possui uma magnitude absoluta de 6,7 e tem um diâmetro estimado com cerca de 90 km. Este objeto é um sistema binário, o outro componente, o S/2011 (2006 BR284) 1, possui um diâmetro estimado em cerca de 71 km.

## Descoberta
2006 BR284 foi descoberto no dia 31 de janeiro de 2006 através do Observatório de Mauna Kea que está situado no Havaí.

## Órbita
A órbita de 2006 BR284 tem uma excentricidade de 0,044 e possui um semieixo maior de 44,067 UA. O seu periélio leva o mesmo a uma distância de 42,110 UA em relação ao Sol e seu afélio a 46,025 UA.